# Osmá letecká armáda
Osmá letecká armáda (v anglickém originále Eighth Air Force) byla část United States Army Air Forces a amerických vojenských leteckých sil. Vznikla 19. ledna 1942 jako VIII Bomber Command v USA a v červnu téhož roku první jednotky dorazily do Spojeného království. Dne 22. února 1944 bylo VIII Bomber Command přetransformováno na Eighth Air Force. Její sídlo se tehdy nacházelo v High Wycombe ve Spojeném království. Během druhé světové války se letci tohoto uskupení účastnili například náletu na chemičku v blízkosti Záluží u Mostu (23. září 1944) či provedli poslední nálet na plzeňskou Škodovku (25. dubna 1945). Bombardovali ale také cíle v nacistickém Německu. V polovině července 1945 se jednotka ze Spojeného království přesunula na japonský ostrov Okinawa a následně od 7. června 1946 až do svého zániku 3. června 2008 měla sídlo na základnách na území Spojených států amerických. Jejím nástupcem se na počátku června 2008 stala 8. letecká armáda strategických vzdušných sil (anglicky Eighth Air Force Air Forces Strategic).